# جشمة درة أمير أباد (مارغون)
جشمة درة أمیر أباد (بالفارسية: چشمه دره امیرآباد) هي قرية تقع في إيران في قسم مارغون الريفي. يقدر عدد سكانها بـ 103 نسمة بحسب إحصاء 2016.